# Anne de Rochechouart de Mortemart

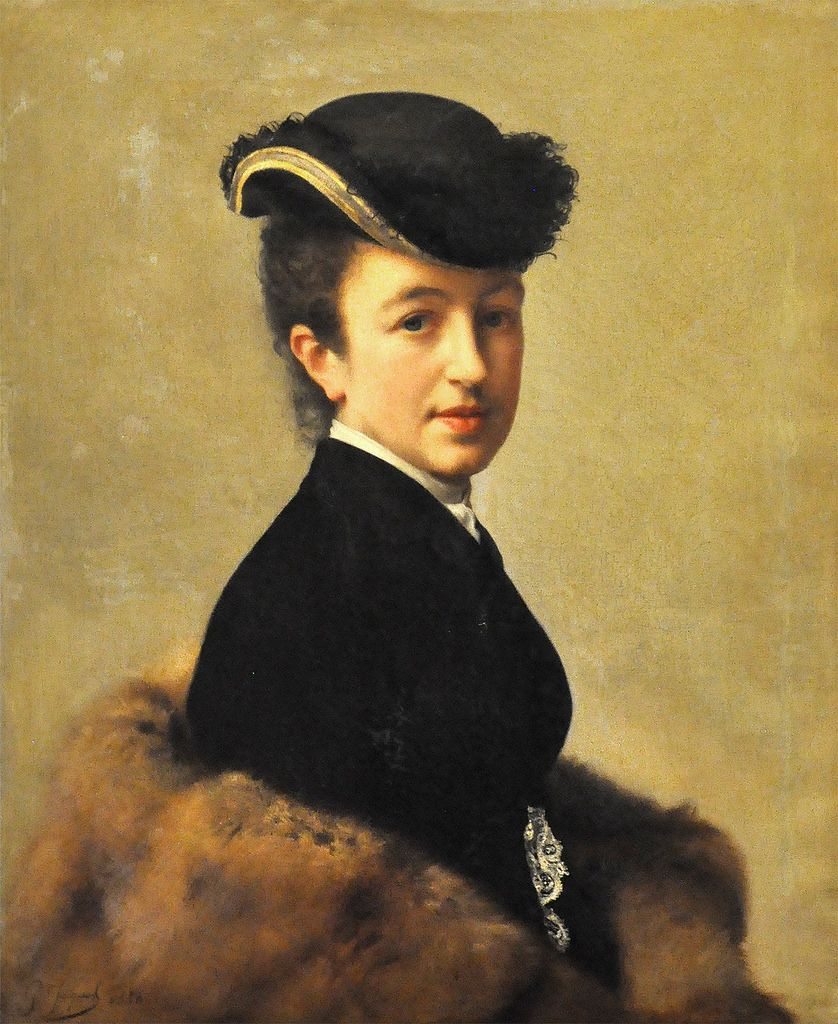
La Duchesse d'Uzès, portrait en tenue de chasse (vor 1897) von Gustave Jean Jacquet

Marie Adrienne Anne Victurnienne Clémentine de Rochechouart de Mortemart, durch Heirat (1867) Herzogin von Uzès (Duchesse d'Uzès), ab 1894 die Duchesse douairière d'Uzès (* 10. Februar 1847 in Paris; † 3. Februar 1933 auf Schloss Dampierre, Dampierre-en-Yvelines), war eine französische Autofahrerin der ersten Stunde und Bildhauerin.

## Leben

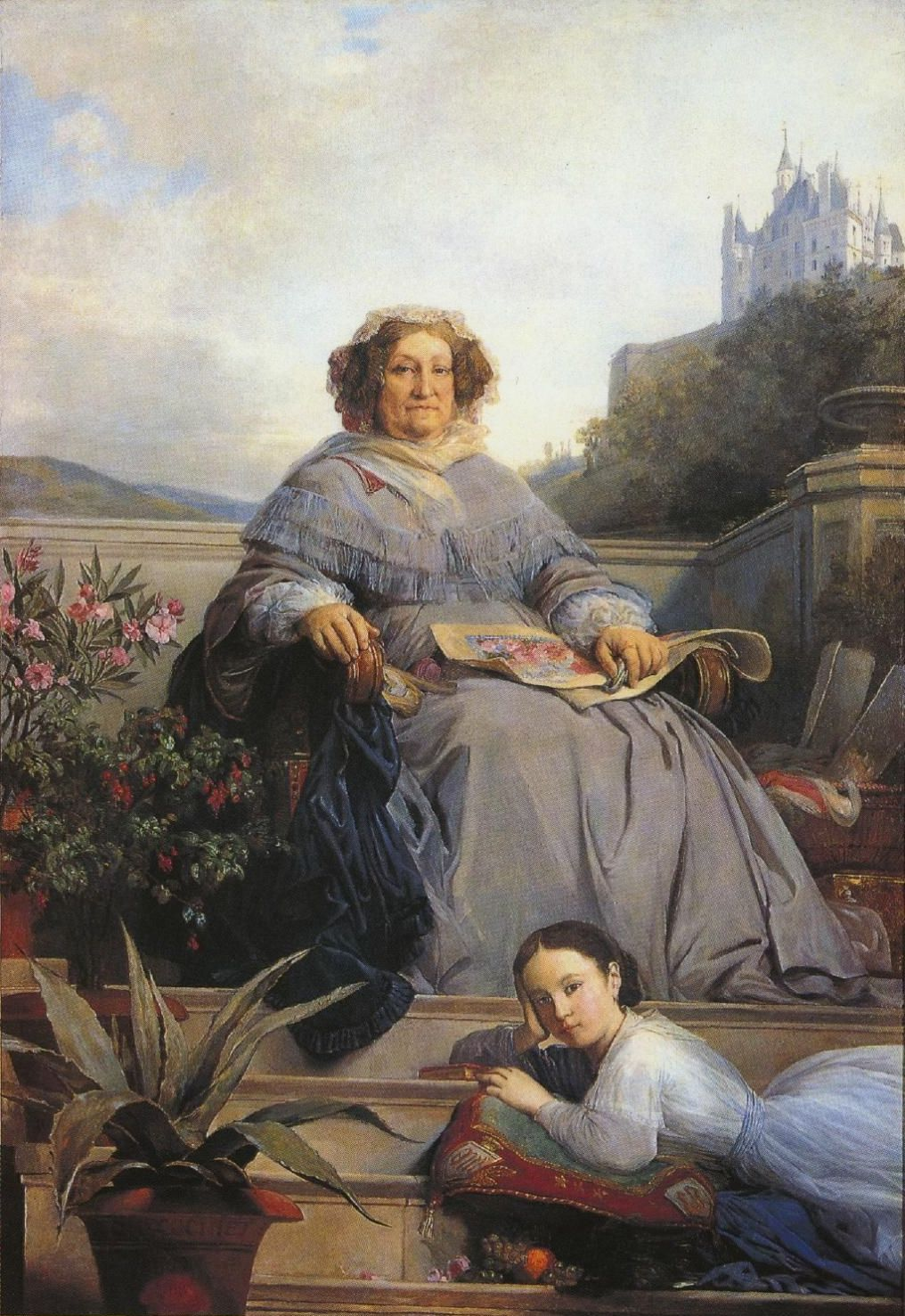
Porträt von „la Veuve Clicquot“ und ihrer Urenkelin Anne de Rochechouart de Mortemart von Léon Cogniet

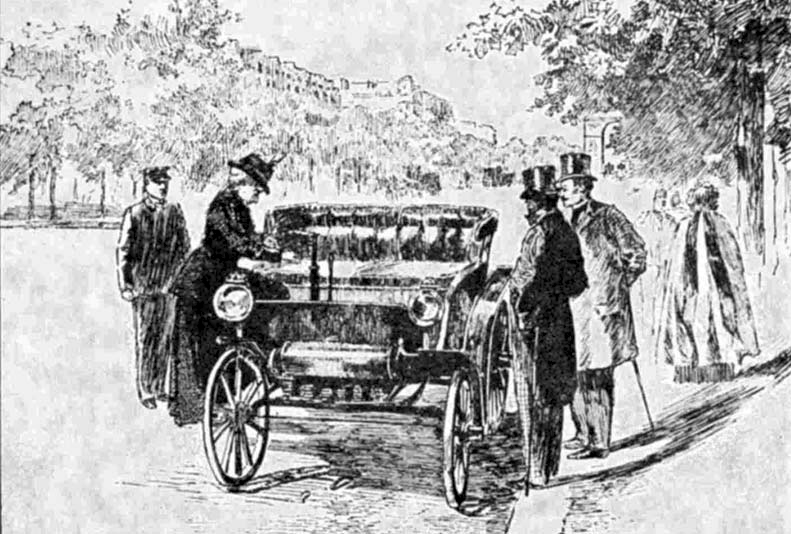
La Duchesse d’Uzès brevetée ! Mon Dieu oui, et conducteur d’automobile encore ! Voilà une nouvelle véridique qui étonnera bien des gens !, Anzeige für La Vie au grand air vom 15. Mai 1898

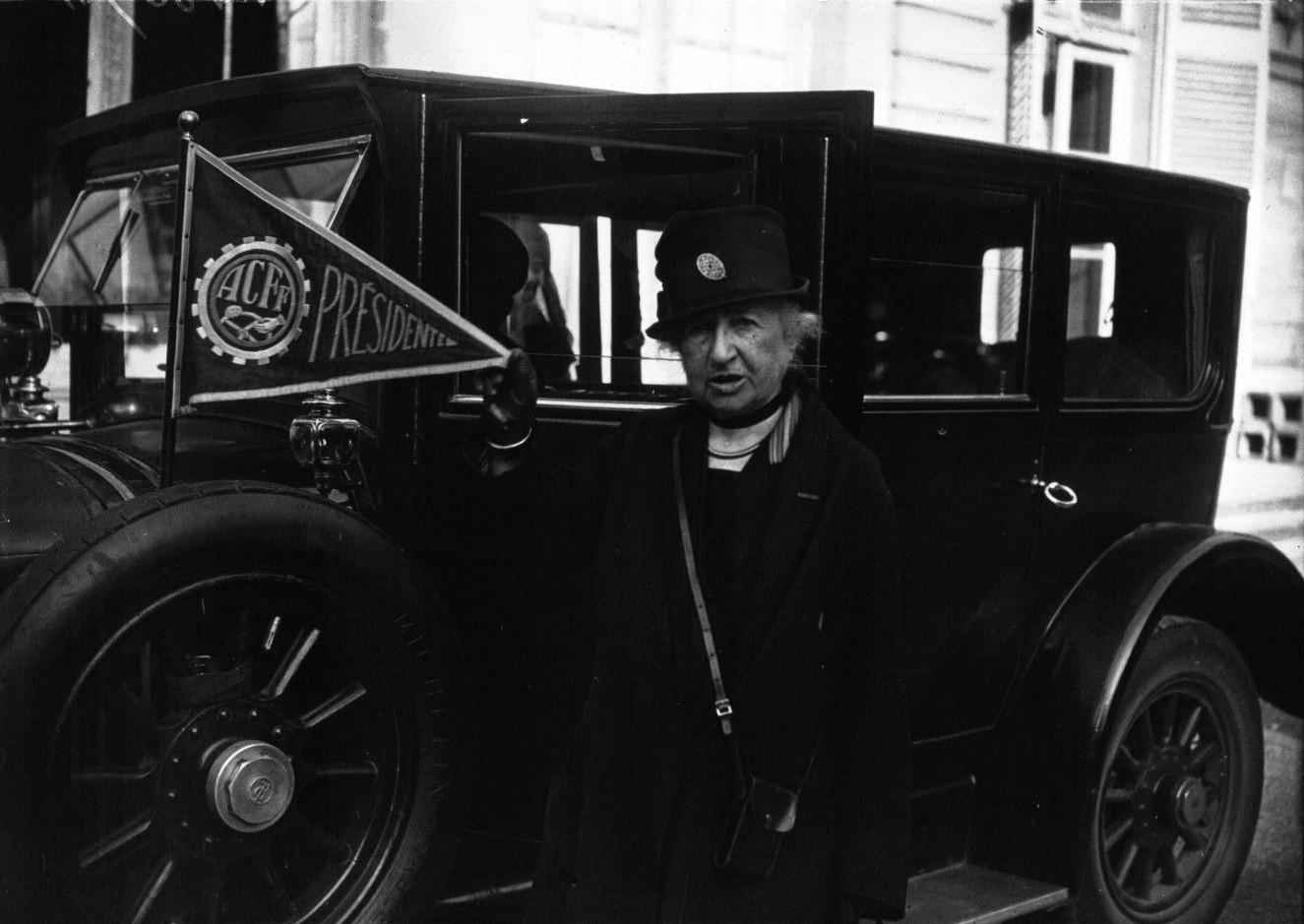
Herzogin von Uzès, Präsidentin des Automobile Club féminin de France, 1927

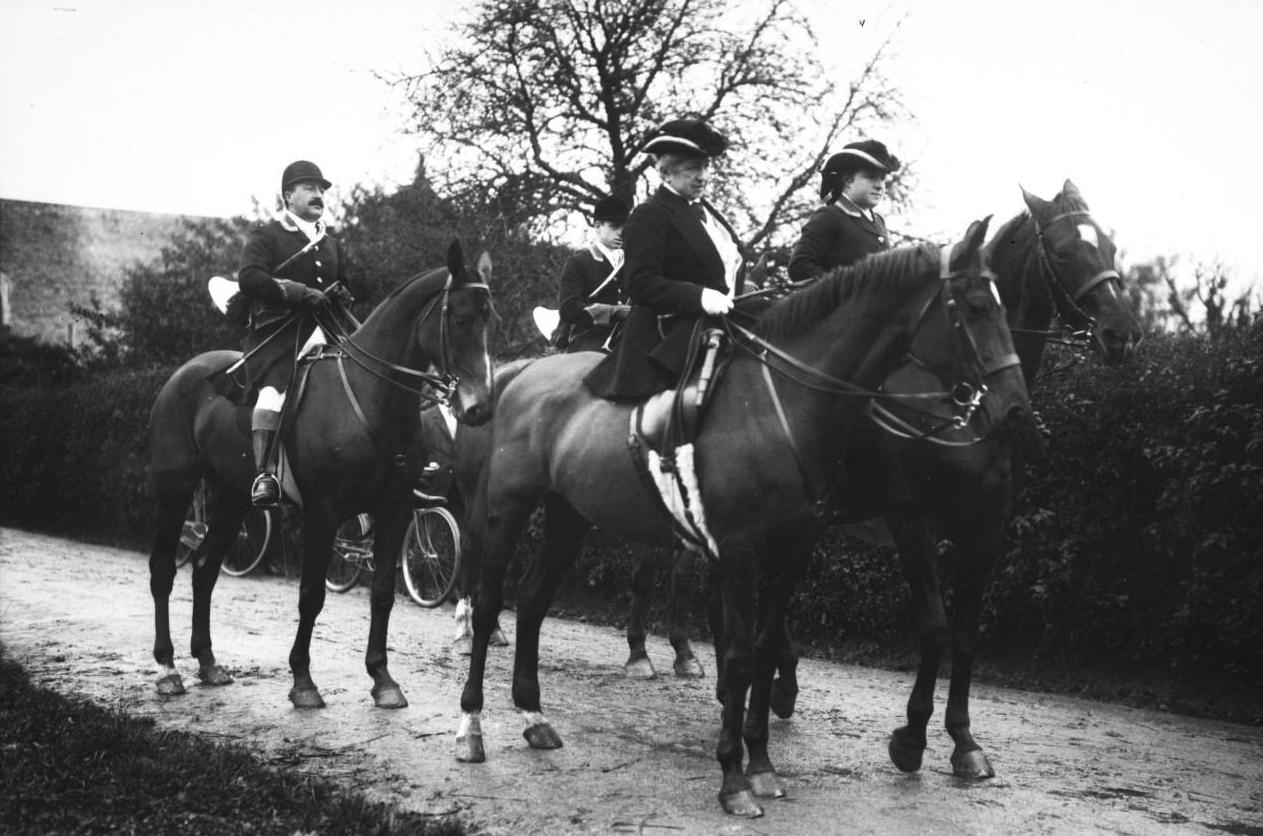
Herzogin von Uzès bei einer Parforcejagd in Schloss Rambouillet, 1913

Anne de Rochechouart de Mortemart war die Tochter von Louis, Graf von Mortemart (1809–1873), einem direkten Nachkommen von Louis Victor de Rochechouart de Mortemart und Marie-Clémentine de Chevigné (1818–1877). Sie war die Urenkelin von Barbe-Nicole Clicquot-Ponsardin (1777–1866), die den Beinamen „la grande dame de la Champagne“ bzw. „la Veuve Clicquot“ trug und die Eigentümerin des gleichnamigen Champagnerhauses war.
Nach einer schwierigen Kindheit – es sah zunächst so aus, als würde sie nicht überleben – heiratete sie am 10. Mai 1867 in Paris Emmanuel de Crussol d'Uzès (1840–1878), Herzog von Crussol und 1872 12. Herzog von Uzès. Das Paar hatte vier Kinder: Jacques de Crussol d’Uzès (1868–1893), ab 1878 13. Herzog von Uzès, Simone Louise Laure (1870–1946), Louis Emmanuel (1871–1943), ab 1893 14. Herzog von Uzès und Mathilde Renée (1875–1908). Um ihren ältesten Sohn von seinem ausschweifenden Leben zu trennen – der junge Mann war der Liebhaber der Schauspielerin Émilienne d’Alençon – organisierte sie eine Expedition nach Afrika, deren Leitung sie ihm übertrug, wobei er von mehreren erfahrenen Militärs unterstützt wurde; der junge Mann zog sich dort allerdings eine Krankheit zu, an der er 1893 im Alter von 25 Jahren im Kongo starb.
Als Legitimistin und spätere Orléanistin finanzierte die Herzogin die politischen Aktivitäten von General Georges Boulanger, in der Hoffnung, dass er Philippe d’Orléans bei der Wiederherstellung der Monarchie helfen würde, und widmete diesem Anliegen einen Teil ihres Vermögens.
Sie unterhielt eine freundschaftliche Beziehung zu Louise Michel, als diese aus der Deportation zurückkehrte, und übernahm die finanzielle Verantwortung für die Ausbildung von Sidonie Vaillant, der Tochter des zum Tode verurteilten und hingerichteten Anarchisten Auguste Vaillant.
Am 4. Mai 1897 entkam sie dem Brand des Bazar de la Charité.
Am 15. Juli 1903 organisierte die Herzogin in den Jardins du Trocadéro einen Journée de l’Élégance et de la Dentelle („Tag der Eleganz und Spitze“), um bretonischen Seeleuten zu helfen. Der Chansonnier Théodore Botrel und seine Frau Léna nahmen daran teil und zierten mit ihr in der Mitte am 18. Juli 1903 das Titelbild der Zeitschrift Fémina.
Die Herzogin von Uzès ist zusammen mit der über 20 Jahre jüngeren Camille du Gast „eine der Pionierinnen des weiblichen Automobilismus“. Sie war nicht die erste Frau, die sich hinter das Steuer setzte, aber sie bekam am 12. Mai 1898 ein certificat de capacité féminin, den Vorläufer des Autoführerscheins für eine Frau, ausgestellt. Später war sie auch für die Gründung des Automobile Club féminin de France im Jahr 1926 verantwortlich (der Automobile Club de France akzeptierte keine Frauen als Mitglieder) und war bis zu ihrem Tod Présidente.
Schließlich wird ihr auch seit langem nachgesagt, dass sie mit ihrem Delahaye Type 1 den ersten Strafzettel wegen Geschwindigkeitsüberschreitung erhielt. In der Tat berichtete die damalige Presse, dass sie am 7. Juli 1898 vom Pariser Polizeigericht in Begleitung ihres Sohnes zu einer Geldstrafe von 5 Francs verurteilt wurde, weil sie im Bois de Boulogne zu schnell gefahren war. Die Geschwindigkeit betrug fast 15 km/h anstatt der 12 km/h, die nach der Verordnung vom 14. August 1893 über die Geschwindigkeit von Automobilen „in Paris und an bewohnten Orten“ maximal zulässig waren. Ihr Fall war jedoch kein Einzelfall: Die gleiche Presse stellte nämlich fest, dass zur gleichen Zeit zahlreiche andere, männliche Fahrer von demselben Gericht verurteilt wurden. und ist darüber nicht ohne Ironie alarmiert, wie Gil Blas unter der Überschrift Une Mode schreibt: „Es ist bereits ein «letzter Schrei», vor dem Polizeigericht  zu erscheinen [...] als Zuwiderhandlung gegen die Verkehrsregeln für Automobile. Bereits gestern haben zahlreiche Clubmitglieder […] vor der Herzogin von Uzès, die erst heute vor Gericht erscheinen muss, dieses brevet de mondanité in Form einer Geldstrafe von hundert Sous entgegengenommen.“ Was Le Matin kommentierte: „Es ist viel billiger als ein Klubbeitrag und es «macht sich» genauso gut.“ „Das Automobil hatte mit einer verblüffenden Leichtigkeit die mondänen Kreise erobert, eine wahre Bastion der Pferdevorherrschaft. Die Herzogin von Uzès, eine große Liebhaberin von Pferdejagden und eine bemerkenswerte Reiterin, nahm das Automobil mit Begeisterung an“.
Im Jahr 1902 wurde sie zur Präsidentin der Union des femmes peintres et sculpteurs gewählt.
Die Herzogin war eine leidenschaftliche Jägerin. Sie war die erste Frau, die das Amt eines Lieutenant de louveterie (offiziellen Wolfsjägers) innehatte. Als Maître de l'équipage de Bonnelles nahm sie jedes Jahr an der von ihrem Mann ins Leben gerufenen Parforcejagd Rallye Bonnelles im Wald von Rambouillet teil.
Trotz oder wegen ihrer Jagdbegeisterung engagierte sie sich in der Société protectrice des animaux, der ältesten französischen Tierschutzvereinigung, bis sie wegen ihrer Liebe zur Treibjagd aus ihr ausgeschlossen wurde.
Während des Ersten Weltkriegs gewann Maurice Marcille, ein Arzt und Chirurg, seine reiche Freundin, mit der er die Leidenschaft für Autos teilte, dafür, dass sie den Vorsitz der Vereinigung Formations chirurgicales Franco-Russes übernahm, deren Ziel die Schaffung eines mobilen Krankenhauses war, das aus 3 bis 4 Lastwagen bestand, die 4 chirurgische Teams, 4 Operationstische und Röntgenmaterial transportierten. Die Einheit konnte bis zu 60 Verwundete pro Tag in unmittelbarer Nähe der Front und damit schnell nach der Verwundung operieren. Sie war der Prototyp dessen, was später zu den berühmten Ambulances chirurgicales automobiles, den sogenannten Autochirs werden sollte. Zudem engagierte sie sich bei der Versorgung von Witwen und Waisen im Zuge des Krieges.
Sie war Ritterin und später Offizierin der Ehrenlegion. Sie erhielt eine ehrenvolle Erwähnung im Salon des artistes français. Der Maler Gustave Jean Jacquet fertigte ein Porträt von ihr an, das im Salon de Paris von 1886 ausgestellt wurde, und Paul César Helleu stellte sie mit einem Dreispitz im Stil von Louis XV dar.
Nach ihrer Hochzeit 1867 wohnte das Ehepaar im Stadtpalais des Herzogs, dem Hôtel de Vaudreuil, Rue de la chaise 7, im 7. Arrondissement von Paris. 1880 beschloss die seit 1878 verwitwete Herzogin, sich am rechten Seine-Ufer niederzulassen, wahrscheinlich, um näher am Bois de Boulogne zu sein, wo sie täglich ausritt. Sie kaufte von dem Schweizer Industriellen Secrétan das Hôtel d'Espagne in der Avenue des Champs Élysées 76, das für Königin Maria Christina von Bourbon-Sizilien (1806–1878) erbaut worden war. Für das Haus mit seinem mehr als 6000 Quadratmeter großen Grundstück, das sich bis zur Rue de Ponthieu erstreckte, zahlte sie den enormen Preis von 3 Millionen Francs, den sie zum Teil in Form von Kunstwerken beglich. Nach und nach modernisierte es die Herzogin und machte es zu einem der komfortabelsten Häuser in Paris: „Dieses Haus […] galt um 1900 als eines der bemerkenswertesten Häuser des modernen Paris […] Der Salon in der Avenue des Champs-Élysées war bald der Treffpunkt aller wichtigen Persönlichkeiten von damals.“ Sie richtete dort auch ihr Bildhaueratelier ein. 1902 verkaufte die Herzogin von Uzès das Anwesen und erwarb vier Häuser in einem Straßenkarree am Rande des Parc Monceau. Eines davon, das Hôtel d'Uzès in der Rue de Courcelles 78, bezog sie selbst und wohnte dort bis zu ihrem Tod.
Ansonsten lebte die Herzogin auf einem der Landsitze der Familie: Schloss Bonnelles, Schloss Dampierre in Dampierre-en-Yvelines, Schloss La Celle in La Celle-les-Bordes, Schloss Boursault, Schloss Villette in Ménestreau-en-Villette oder auf der Île de Berder. In ihrem bevorzugten Wohnsitz im Schloss Bonnelles residierte die Herzogin am häufigsten, vor allem im Sommer, mit fünf Familienmitgliedern und dem Kaplan Abbé Hartemann. Das Personal des Schlosses umfasste vierundvierzig Hausangestellte, zu denen noch achtundzwanzig Gärtner, Kutscher und Pferdepfleger hinzukamen.

## Künstlerin
Die Herzogin betätigte sich als Bildhauerin und Autorin. Sie nahm den Künstlernamen „Manuela“ an, einen Namen, den sie auch ihrer Dampfyacht gab.
Als Bildhauerin suchte sie sich angesehene Lehrer aus: Alexandre Falguière, Antonin Mercié, Auguste-Nicolas Caïn und Jean-Léon Gérôme.
Im Jahr 1900 widmete ihr der lothringische Maler Adolphe Demange ein Gemälde, das sie bei der Arbeit an der monumentalen Statue der Jeanne d'Arc ihres Lehrers Falguière zeigt.

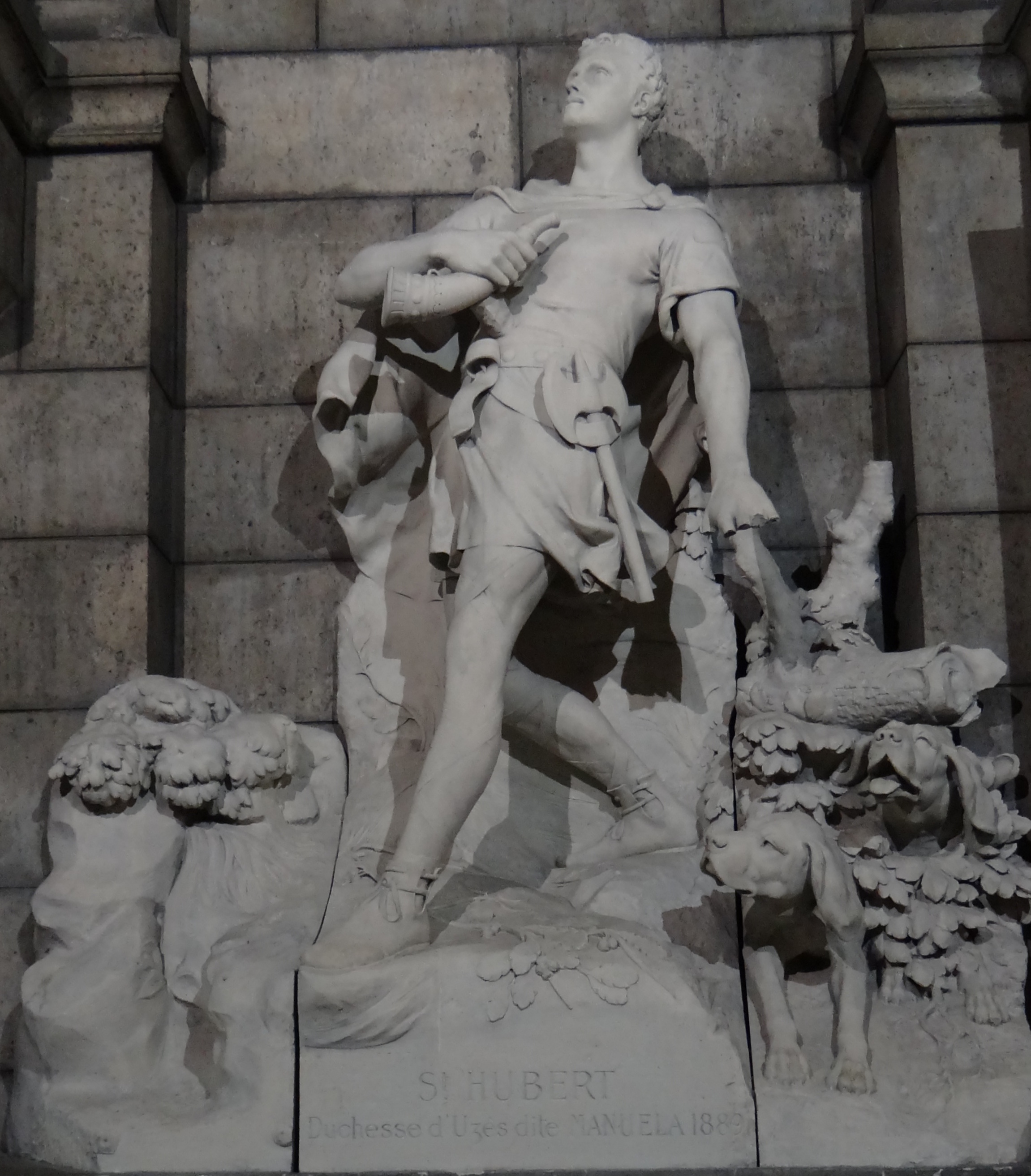
Der Heilige Hubertus von Lüttich in der Krypta der Basilique du Sacré-Cœur de Montmartre, 1889.
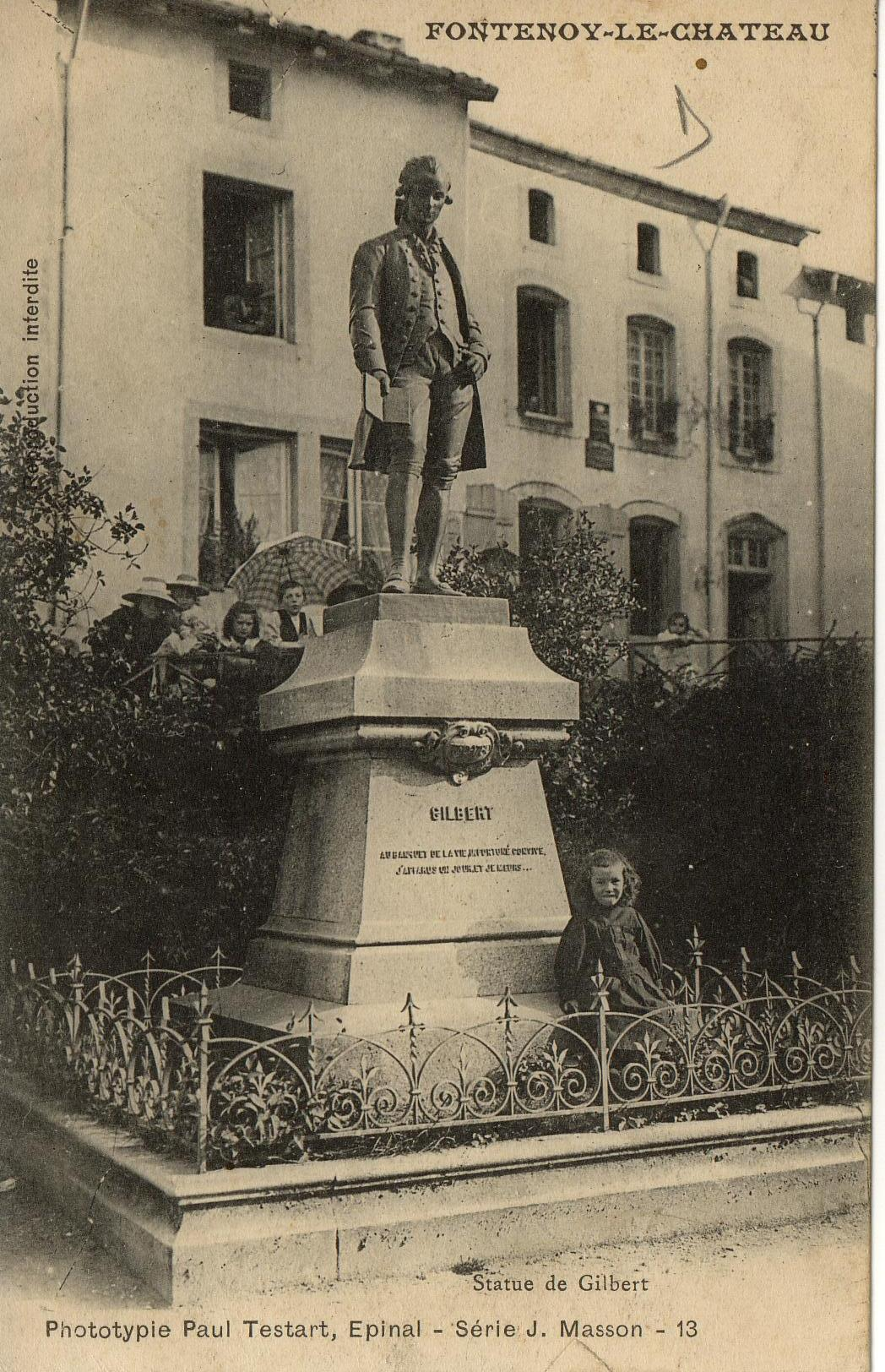
Der Dichter Nicolas Gilbert, Statue enthüllt 1898 in Fontenoy-le-Château.
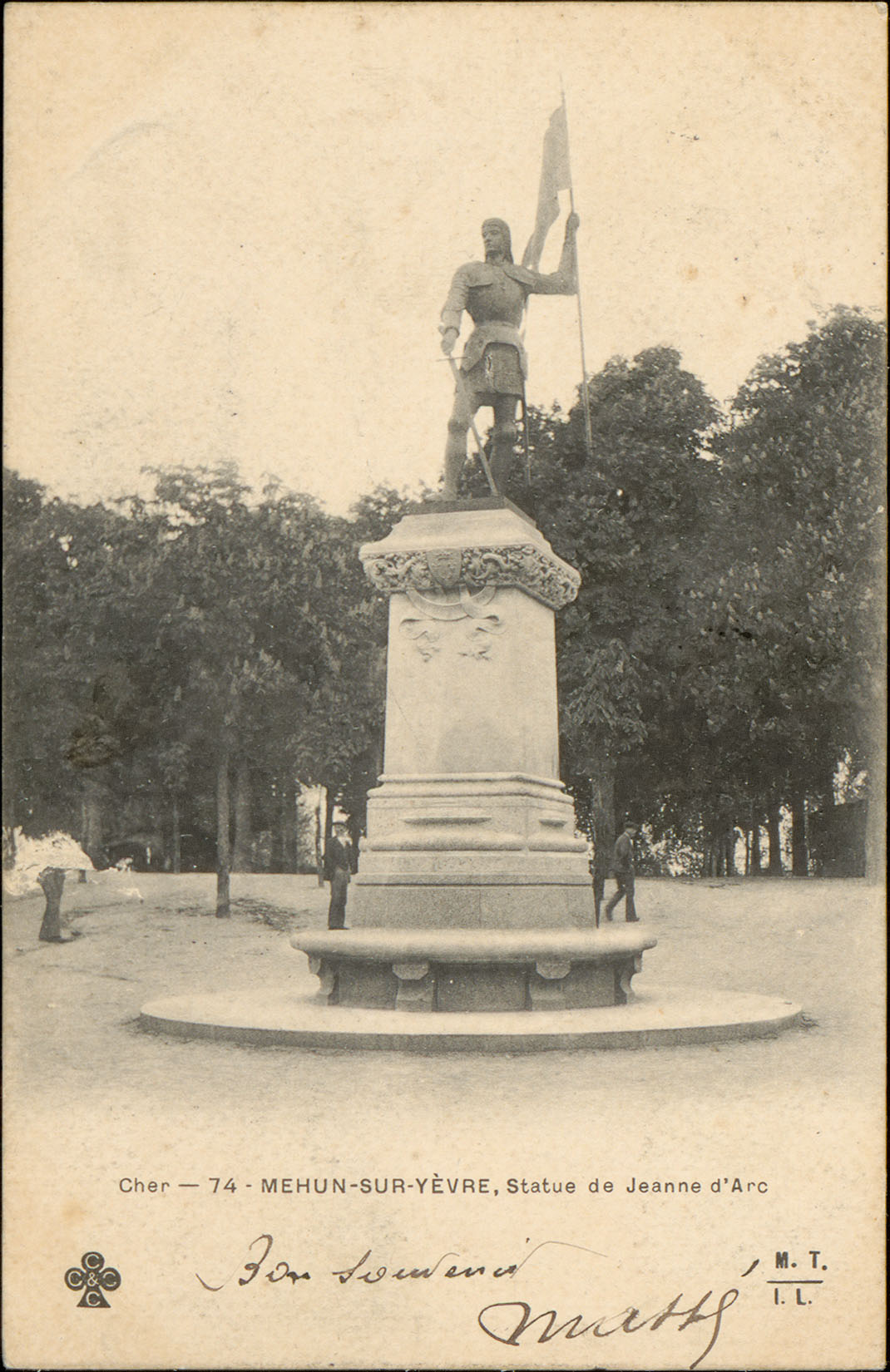
Statue de Jeanne d'Arc in Mehun-sur-Yèvre.
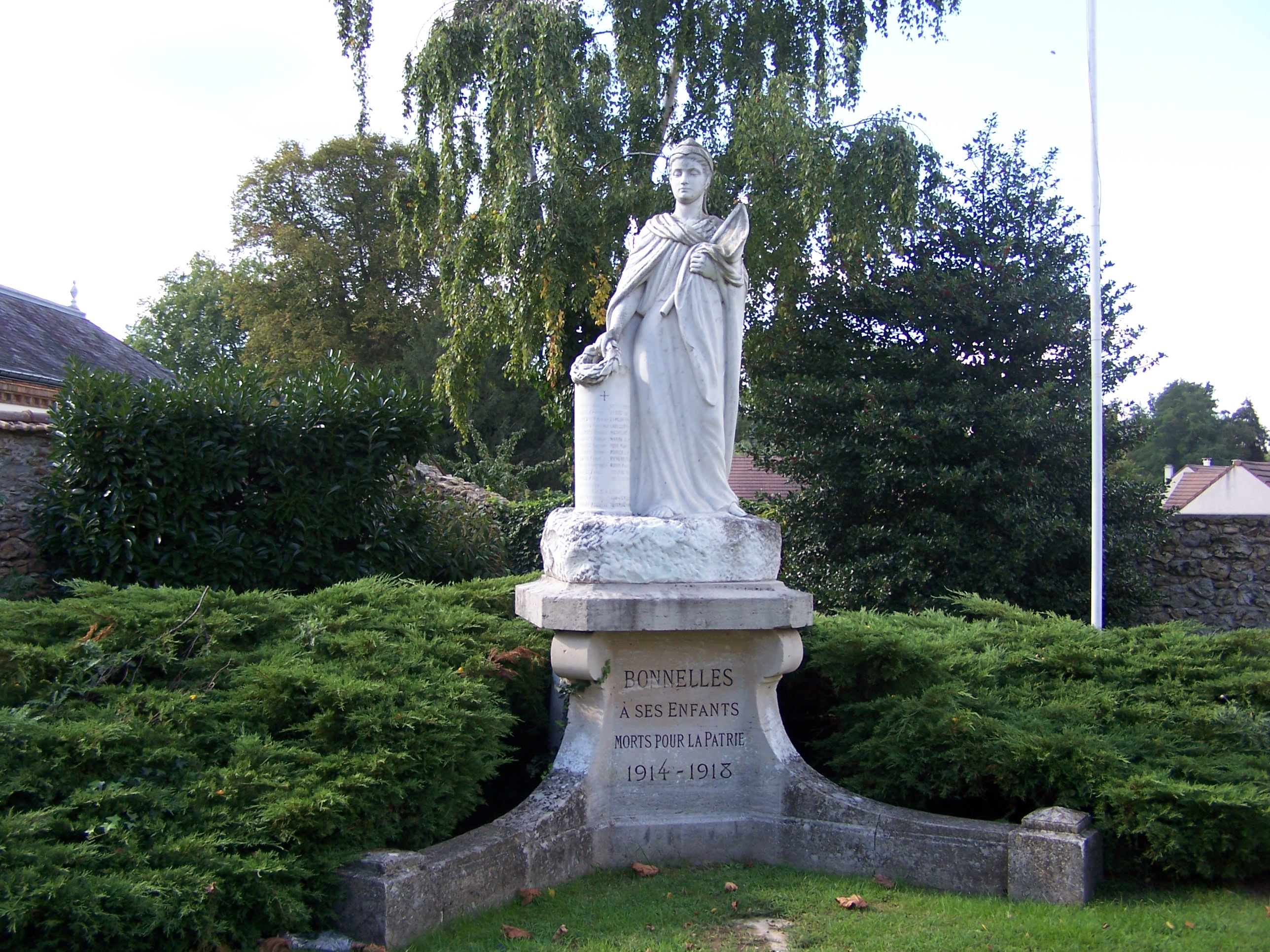
Denkmal für die Gefallenen von Bonnelles.
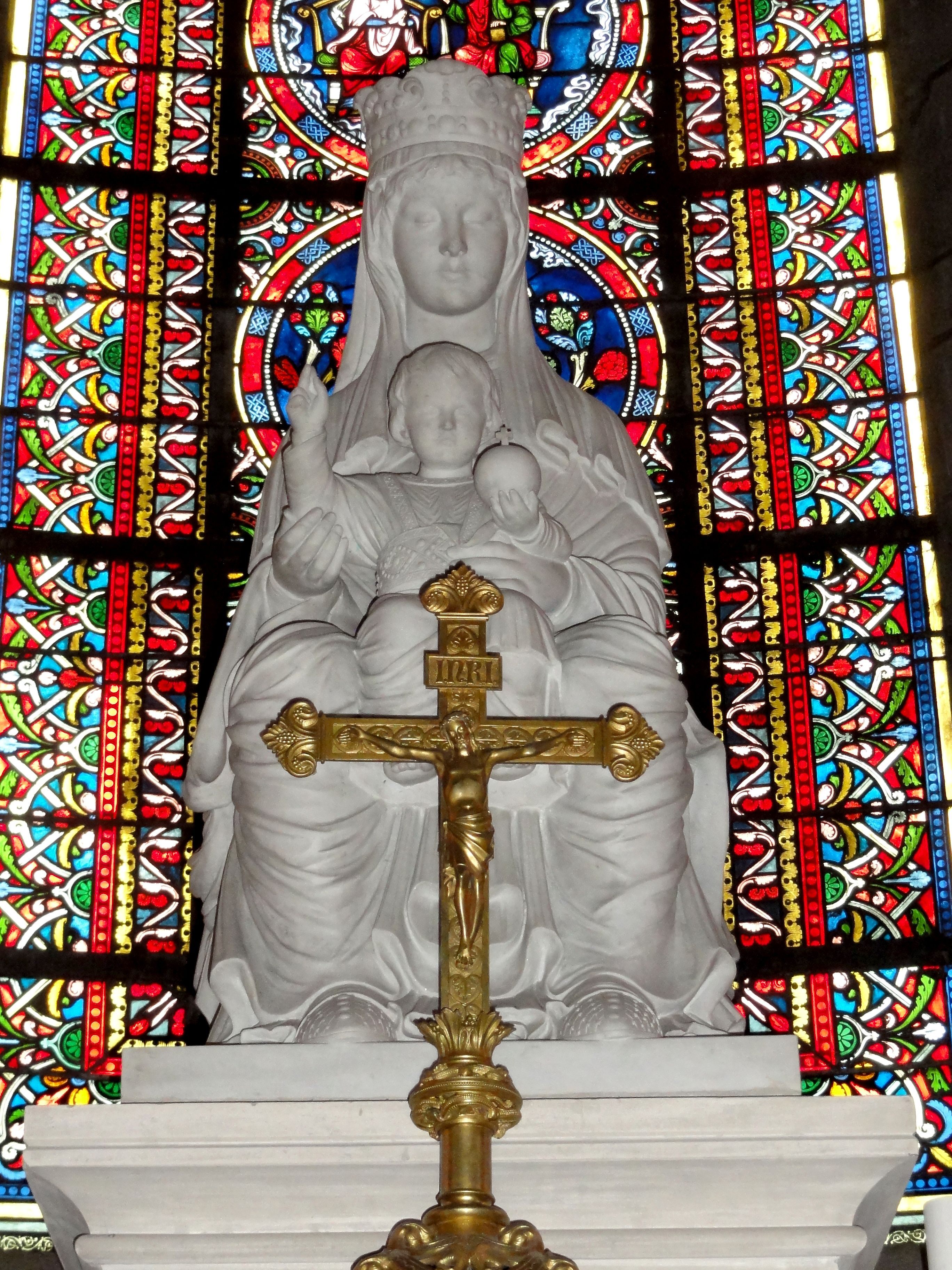
Notre-Dame de Poissy, 1892.
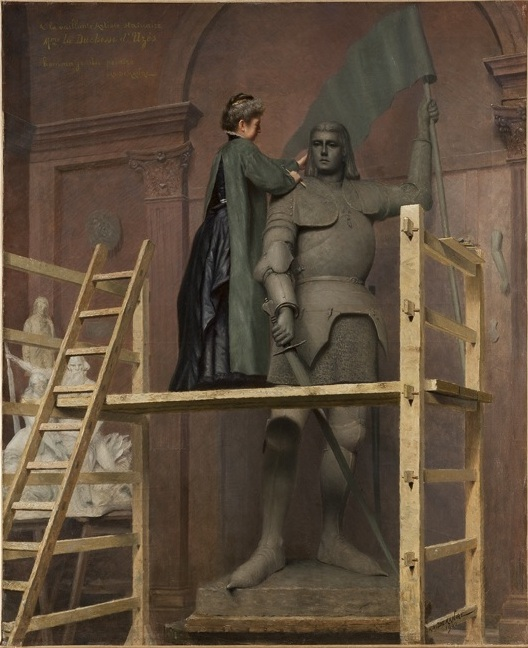
Die Herzogin an der Statue Jeanne d'Arc ihres Lehrers Falguière arbeitend, Gemälde von Adolphe Demange, 1900.

Als Autorin veröffentlichte die Herzogin unter anderem:
- Le cœur et le sang, Drama in 3 Akten, veröffentlicht unter dem Pseudonym „Madame Manuela“. Impr. des Mercader, Paris 1890.
- Le voyage de mon fils au Congo.  E. Plon, Nourrit et Cie, Paris 1894 (Online).
- Histoires de chasse par Madame la Duchesse d'Uzès née Mortemart, mit Aquarellen von Maurice Leloir. Éditions d'art de la Phosphatine Fallières, Paris 1907.
- Paillettes grises. A. Lemerre, Paris 1909.
- Rêver, Faksimilie eines Gedichtmanuskripts in: Gérard Walch: Poètes d'hier et d'aujourd'hui; morceaux choisis accompagnés de notices bio- et bibliographiques et de nombreux autographes. Supplément à l'Anthologie des poètes français contemporains. Libraire Delagrave, Paris 1916 (Online).
- Paillettes mauves. A. Lemerre, Paris 1922.
- Souvenirs de la duchesse d'Uzès, née Mortemart 1847–1933 , mit einem Vorwort ihres Enkels, dem Grafen von Cossé-Brissac. Librairie Plon, Paris 1939.

## Weitere Literatur
- Anne d'Uzès. In: Dictionnaire biographique du Gard (= Dictionnaires biographiques départementaux. Band 45). Flammarion, Paris 1904, S. 642–646.
- Simone Lheureux: Vies et passions d'Anne de Crussol, duchesse d'Uzès : 1847–1933. Editions Lacour, Nimes 1989, ISBN 978-2-86971-088-7.